# 淮陰三范
淮陰三范，是指出身于江苏省淮阴县的范尉曾（范耕研）、范紹曾（范農研）、范希曾（范耒研）三兄弟，學術卓著，世稱「淮陰三范」。三范皆卒業于國立南京高等師範學校（南京大學），故又稱「南雍三范」。

## 簡介
- 范尉曾，字冠東，號耕研，著作有《章實齋年譜》、《管子集證》、《辯經疏證》、《呂氏春秋疏證》等。曾和平湖胡士瑩、淮陰張煦侯、孫雨霆合編《中學國文教科書》。

- 范紹曾，字農研，畢業于南京高師數理化部，教育家。

- 范希曾，字耒研，號穉露，目錄學家、校讎學家。

國學大師柳詒徵：「淮陰三范，俱以抗志績學聞于南雍。伯冠東，治周秦諸子；仲紹曾，攻物理化學；叔希曾，為歸、方散體文。」三范出身清江浦書香世家，曾祖父范裕源、祖父范冕、父范逵儀，均為縣諸生，以文章著稱。

## 故居及纪念
原位于淮安市清河区（今清江浦区）东长街272号的三范故居，于2010年5月迁址重建。与相邻的程莘农故居，是淮安市文管会保护的“淮安市名人故居”。成为位于轮埠路的里运河文化长廊景区的景点之一。由此设立三范故居纪念馆，2011年11月对公众开放。